# Людвиг X (герцог Баварии)
Людвиг X (нем. Ludwig X. von Bayern; 18 сентября 1495, Грюнвальд, Баварский округ — 22 апреля 1545, Ландсхут) — герцог Баварии с 1514 года (совместно со старшим братом Вильгельмом IV) из династии Виттельсбахов.

## Биография
Отец Людвига Альбрехт IV в 1506 году установил неделимость герцогства как итог Войны за ландсхутское наследство, и после его смерти в 1508 году на трон вступил его старший сын Вильгельм IV. Однако Людвиг отказался избрать духовную карьеру и предъявил свои права на часть отцовских владений. Он обратился к императору Максимилиану I, и при его посредничестве в 1514 году было достигнуто соглашение. Людвиг получил в управление четверть территории Баварии — Ландсхут и Штраубинг, с титулом герцога. В дальнейшем оба брата поддерживали между собой нормальные отношения.
В 1526 году Людвиг X пытался выдвинуть свою кандидатуру на королевский престол Чехии, но встретил противодействие Габсбургов. Людвиг X умер 22 апреля 1545 года, не оставив наследников, и его владения унаследовал брат — Вильгельм IV, тем самым закончив период разделения Баварии на Баварско-Мюнхенское и Баварско-Ландсхутское герцогство.